# Idaea ossearia
Idaea ossearia là một loài bướm đêm trong họ Geometridae.